# پرسکا (بابوشنیتسا)
پرسکا (به صربی: Preseka) یک منطقهٔ مسکونی در صربستان است که در Opština Babušnica واقع شده‌است. پرسکا ۲۶۸ نفر جمعیت دارد.